# Juan Luis Galiardo

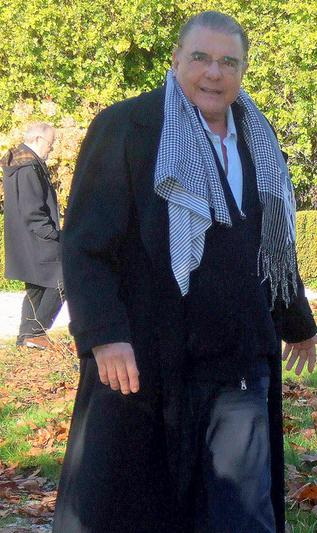
Juan Luis Galiardo (2010)

Juan Luis Galiardo Comes (* 2. März 1940 in San Roque (Cádiz); † 22. Juni 2012 in Madrid) war ein spanischer Schauspieler.
Galiardo brach sein Studium der Agrar- und Ingenieurwissenschaften ab, um 1960 seine erste Hauptrolle zu spielen. Schnell entwickelte er sich zu einem der führenden Darsteller des spanischen und spanischsprachigen Films; neben seinem Heimatland war er auch oft in Mexiko beschäftigt und genoss dort einen außergewöhnlichen Ruf. Für mehrere Jahre lebte er auch in Mittelamerika, bevor er Mitte der 1980er Jahre nach Spanien zurückkehrte und die Produktionsgesellschaft „Penelope Films“ gründete, mit der er 1986 El disputado voto del señor Cayo und die Fernsehserie Turno de oficio produzierte. In diesen Werken spielte John Echanove, mit dem er in den Folgejahren eine künstlerische Partnerschaft einging, die auch im Nachbarland Portugal zu Engagements führte. Dabei nahm Galiardo, wie seine ganze Karriere lang, neben Hauptrollen auch immer wieder Charakterdarstellungen an. Seine Vielseitigkeit zeigte sich in seiner Rollenwahl; er spielte ebenso auf der Bühne wie für den Film.
Unter den zahlreichen Auszeichnungen Galiardos ragte 2001 der spanische Filmpreis Goya für den besten Hauptdarsteller für den Film Adiós on el corazón heraus. 1990 war er als bester Nebendarsteller nominiert worden; 2003 folgte eine weitere Nominierung, diesmal wieder als Hauptdarsteller (für El caballero Don Quijote).

## Filmografie (Auswahl)
- 1965: 7 goldene Männer (7 uomini d'oro)
- 1965: Herr Major, zwei Flaschen melden sich zur Stelle (I due sergenti del generale Custer)
- 1967: Streß zu dritt (Stress es tres tres)
- 1971: Bitterer Whisky (Fieras sin jaula)
- 1972: Ruf der Wildnis (The Call of the Wild)
- 1974: Mörder-Roulette (El clan de los inmorales)
- 1975: Ganz dicke da (Imposible para una solterona)
- 1975: Ein Tag mit Sergio (Un día con Sergio)
- 1979: Guayana – Kult der Verdammten (Guyana, el crimen del siglo)
- 1987: Krieg der Verrückten (La guerra de los locos)
- 1987: Police (Policia)
- 1989: Die Frau deines Lebens: Die Raffinierte (La mujer de tu vida: La mujer feliz)
- 1989: Nebenrollen (Papeles secondarios)
- 1994: Die Präsidentin (La regenta)
- 1997: Familie (Familia)
- 1997: Kleiner Vogel (Pajarico)
- 2000: Adiós el corazón
- 2002: El caballero Don Quijote
- 2002: Ralf Königs Lysistrata (Lisistrata)
- 2007: Clandestinos – Die Rebellion beginnt jetzt! (Clandestinos)
- 2012: Grand Hotel (Gran Hotel, Fernsehserie)